# Кызылсу (приток Чирчика)
Кызылсу — горная река в Бостанлыкском районе Ташкентской области Республики Узбекистан, правый приток реки Чирчик. Длина реки около 12 км.

## Географическое описание
Кызылсу берёт начало на месте слияния двух саев, стекающих с южного склона горы Мингбулак. В дальнейшем река течёт по направлению к югу, в узкой долине.

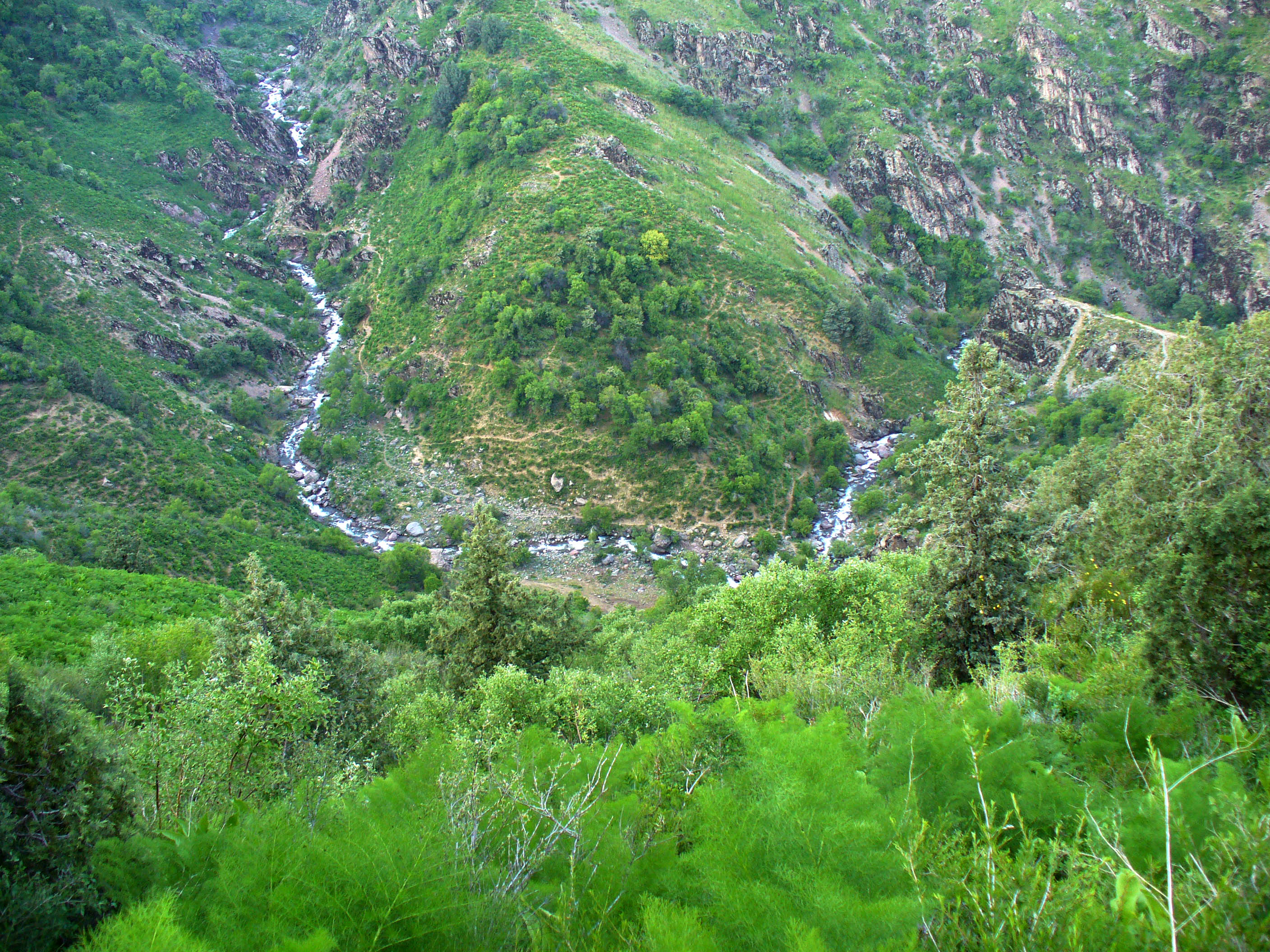
Ущелье реки Кызылсу около «берёзовой рощи»

Питание преимущественно снеговое, максимальный расход воды в апреле-мае. В течение всего года Кызылсу не пересыхает, зимой не замерзает. В реку впадает большое количество сезонных и постоянных притоков, также стекающих с отрогов Каржантау.

## Рекреационное значение
На берегах Кызылсу размещается большое количество ведомственных и частных зон отдыха (самая нижняя — зона отдыха «Боги Шамол», самая верхняя — детский оздоровительный лагерь «Сокол» («Lochin»). От посёлка Чарвак к зонам отдыха ведёт асфальтовая автомобильная дорога.

## Туризм

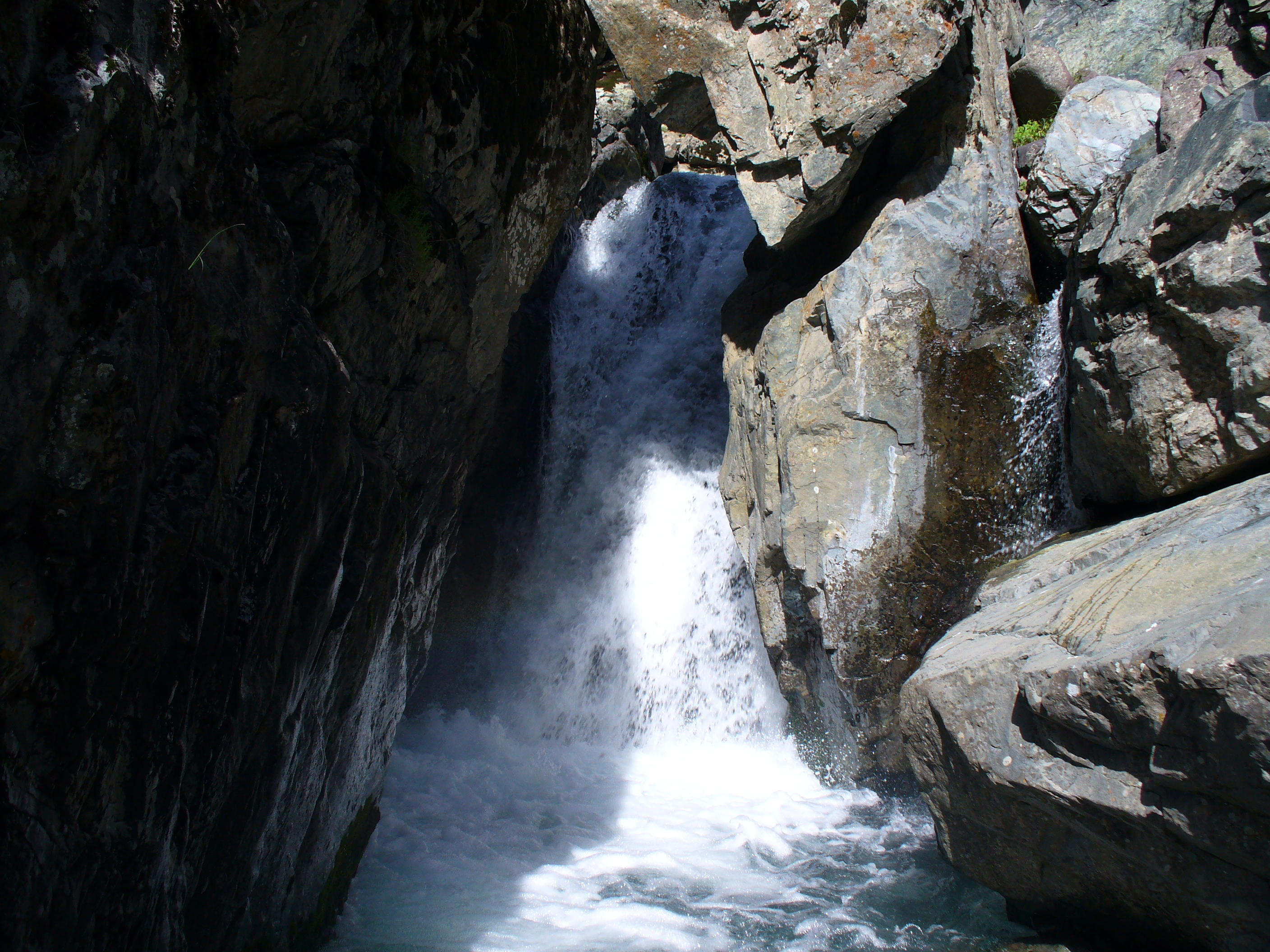
Водопад на реке Кызылсу

Близость к станции железной дороги, сделала ущелье Кызылсу благоприятным местом для туризма. Обилие домов и зон отдыха так же способствует росту туристического потока. Основную часть маршрутов вдоль русла Кызылсу составляют радиальные маршруты «выходного дня».
В верхнем течении, в 5 километрах выше лагеря «Сокол», река входит в узкое, скалистое ущелье, образуя несколько водопадов высотой 3-6 метров.
Непосредственно за водопадами располагается ещё один популярный туристический объект — берёзовая роща. Обилие дров и защита от ветра делают рощу удобным местом для ночлега.
Возле истока Кызылсу (слияние ручьёв) располагается «Каменный гриб» — два камня округлой формы, расположенных один на другом.

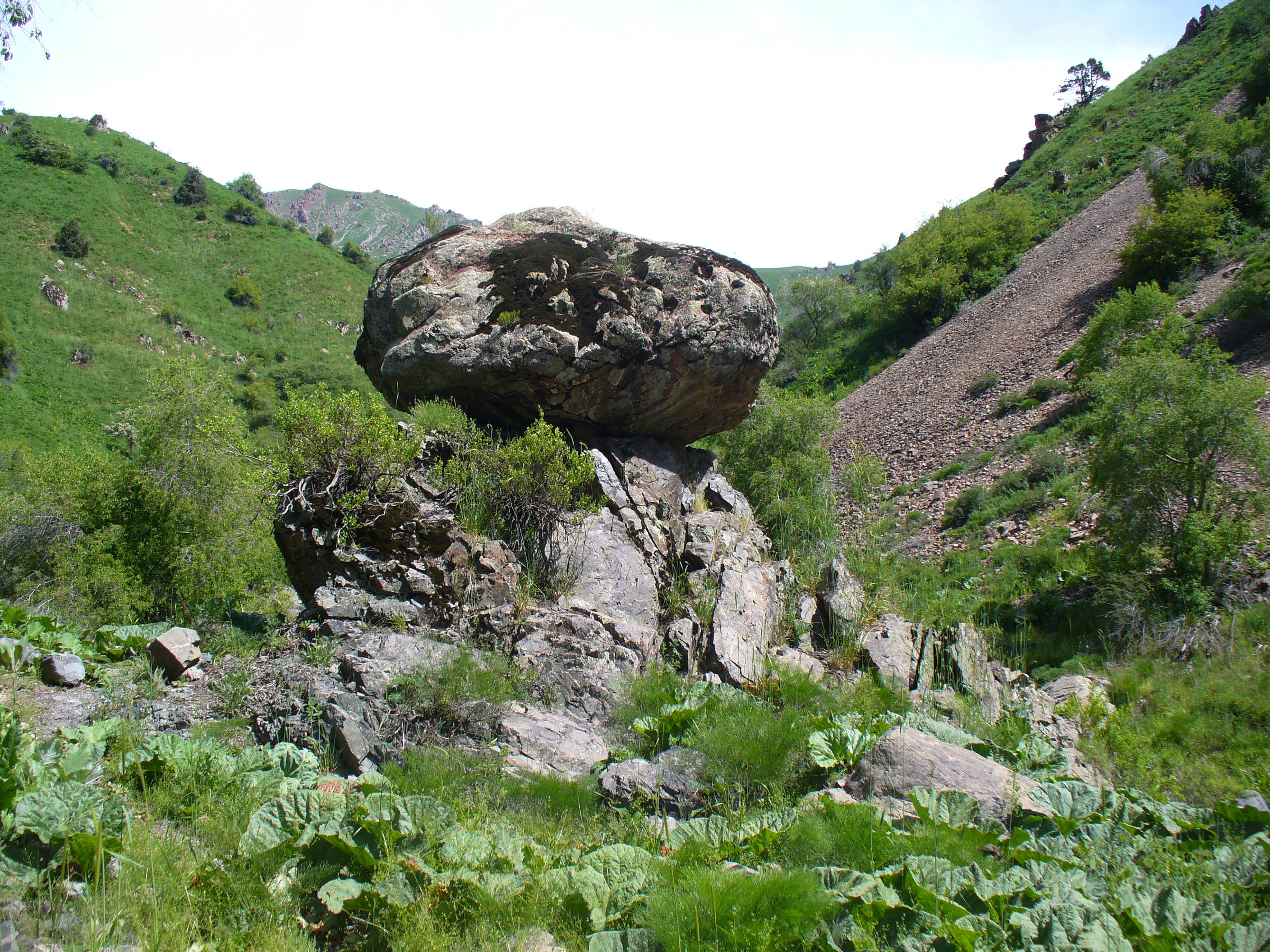
«Каменный гриб» в верховьях Кызылсу

Также по ущелью Кызылсу возможны маршруты:
- Каракия — траверс хребта Каржантау — Кызылсу.
- Кызылсу — траверс хребта Каржантау — Оркутсай (приток Угама).
- Мингбулак — Кызылсу.

В настоящее время (с 2012 года), из-за близости к государственной границе, посещение ущелья Кызылсу выше детского оздоровительного лагеря «Сокол» возможно только по специальным разрешениям.